# الدوري الإندونيسي الممتاز 1994–95
الدوري الإندونيسي الممتاز 1994–95 (بالإندونيسية: Divisi Utama Liga Indonesia 1994–1995)‏ هو الموسم 1 من الدوري الإندونيسي الممتاز ‏. كان عدد الأندية المشاركة فيه 34، وفاز فيه برسيب باندونغ.